# Ras El Ain Chaouia
Ras El Ain Chaouia  (in arabo رأس العين الشاوية‎?) è un centro abitato e comune rurale del Marocco situato nella provincia di Settat, regione di Casablanca-Settat. Conta una popolazione di 14 747 abitanti (censimento 2014).